# Guido Buchwald
Guido Buchwald (Berlijn, 24 januari 1961) is een voormalig Duits voetballer.

## Clubcarrière
Buchwald speelde tussen 1979 en 1999 voor Stuttgarter Kickers, Stuttgart, Urawa Red Diamonds en Karlsruher SC.

## Interlandcarrière
Buchwald debuteerde in 1984 in het Duits nationaal elftal en speelde 76 interlands, waarin hij vier keer scoorde.

## Erelijst
VfB Stuttgart
- Bundesliga

1984, 1992
 West-Duitsland
- FIFA WK: 1990